# Dust (groupe)
Pour les articles homonymes, voir Dust.
 (novembre 2017).
Si vous disposez d'ouvrages ou d'articles de référence ou si vous connaissez des sites web de qualité traitant du thème abordé ici, merci de compléter l'article en donnant les références utiles à sa vérifiabilité et en les liant à la section « Notes et références ».
Dust est un groupe américain de hard rock actif au début des années 1970.
Dust a été formé à la fin des années 1960 par Richie Wise et deux adolescents, Kenny Aaronson et Marc Bell (qui deviendra plus tard batteur des Ramones, sous le nom de Marky Ramone). En outre, Kenny Kerner a écrit les paroles du groupe et a joué le rôle de producteur et manager. Leur premier album Dust est sorti en 1971 sous le label Kama Sutra Records, suivi d'un deuxième album avec le même label l'année suivante, nommé Hard Attack. Alors que le groupe a seulement sorti ces deux albums, ils sont devenus plus tard d'intérêt historique pour les collectionneurs intéressés.

## Discographie
- Dust (1971, Kama Sutra)
- Hard Attack (1972, Kama Sutra)
- Hard Attack/Dust (remastered) (2013, Legacy Records)